# تي القبور

تعديل مصدري - تعديل

تي القبور هي إحدى قرى عزلة القارة بمديرية رصد التابعة لمحافظة أبين، بلغ تعداد سكانها 147 نسمة حسب تعداد اليمن لعام 2004.